# Lorna Doom
Lorna Doom, született Teresa Marie Ryan (Dallas, Texas, 1958. január 4. – Thousand Oaks, Kalifornia, 2019. január 16.) amerikai basszusgitáros, a Germs tagja (1976–1980).

## Életútja
A kalifornia Thousand Oaksban nőtt fel és a Newbury Park High School-ban érettségizett, és itt ismerkedett meg Belinda Carlisle-lal. 1976–1980 és 2005–2009 között a Germs punk-rock-zenekar basszusgitárosa volt. Darby Crash és Pat Smear alapítótagok barátja volt és így került az együttesbe Carlisle-lal együtt. 1980-ban azután lépett ki a zenekarból, hogy Crash kirúgta a zenekar dobosát Don Bollest. Még ebben az évben Crash öngyilkos lett és a zenekar megszűnt.
2019. január 16-án rák következtében hunyt el.